# Щербаки (Пологівський район)
Щербаки́ — село в Україні, в Оріхівській міській громаді Пологівського району Запорізької області. Населення становить 8 осіб (2019 р.).

## Географія
Село Щербаки розташоване за 1 км від села Малі Щербаки. Через село пролягає автошлях територіального значення Т 0812.

## Історія
Село засноване 1973 року.
До 2016 року орган місцевого самоврядування — Новоандріївська сільська рада. 11 листопада 2016 року Новоандріївська сільська рада об'єднана з новоутвореною Оріхівською міською громадою.
12 червня 2020 року, відповідно з розпорядження Кабінету Міністрів України від № 713-р «Про визначення адміністративних центрів та затвердження територій територіальних громад Запорізької області», село увійшло до складу Оріхівської міської громади.
17 липня 2020 року, в результаті адміністративно-територіальної реформи та ліквідації Оріхівського району, село увійшло до складу новоутвореного Пологівського району.
20 лютого 2023 року російські окупанти обстріляли цивільну інфраструктуру населеного пункту.

## Населення

### Мова
Розподіл населення за рідною мовою за даними перепису 2001 року:
| Мова       | Кількість | Відсоток |
| ---------- | --------- | -------- |
| українська | 84        | 87.5%    |
| російська  | 12        | 12.5%    |
| Усього     | 96        | 100%     |